# .tw
.tw (Taiwan, nome alternativo) é o código TLD (ccTLD) na Internet para Taiwan.